# DJ Dougal
DJ Dougal, parfois simplement appelé Dougal, de son vrai nom Paul Arnold Clarke, né en 1975, est un producteur et disc jockey de UK hardcore et happy hardcore britannique. La majeure partie de sa carrière musicale s'effectue aux côtés de son compère et artiste Gammer.

## Biographie
Paul Arnold Clarke s'implique pour la première fois dans la scène musicale à l'âge de 15 ans, à la même période durant laquelle il travaillait dans une boutique de musique. Son style musical est un mélange de hardcore euphorique aux voix souvent pitchées. Il a auparavant collaboré avec d'autres artistes du genre dont DNA, Gammer et Hixxy, bien que depuis les années 2000, la majeure partie de ces compositions soient faites avec Gammer,. Quelques années avant, il crée – avec Hixxy – le désormais célèbre label discographique Essential Platinum. Nombre de ses morceaux sont inclus dans la série de compilations Bonkers, dans lesquelles il mixait fréquemment.
Le troisième album de la série, Bonkers 3, sur lequel est inclus un mix de Dougal, est certifié disque d'or au Royaume-Uni, et une édition spéciale de la compilation est publiée à cette occasion. Cinq des albums Bonkers sur lesquels il a contribué atteignent la 20e place des classements musicaux britanniques.
DJ Dougal s'implique également dans un mixset au Dance Nation UK Live Tour en avril 2009 avec des artistes tels que Basshunter, Sash! et September. Il est également apparu dans la série des jeux vidéo Dancemania et sa série Dancemania Speed.
En 2017, il participe avec Gammer et Darren Styles à la sortie du morceau Party Don't Stop.